# Sergio (generale bizantino)
Sergio (fl. VI secolo) è stato un generale bizantino, prefetto del pretorio d'Africa dal 544 al 545.

## Biografia
Nipote del magister militum per Africam Salomone, aveva due fratelli: Ciro e Salomone. Nel 543 divenne governatore militare (dux) della Tripolitania con sede a Leptis Magna, distinguendosi invitando a banchetto e poi massacrando ottanta mauri della tribù dei Leutahae. Nello stesso anno sconfisse in una battaglia i Mauri.
Nel 544, caduto in battaglia contro i Mauri suo zio Salomone (magister militum e prefetto del pretorio d'Africa), Sergio fu nominato da Giustiniano successore di suo zio in ambedue le cariche. Il governo di Sergio come magister militum e prefetto del pretorio è dipinto a tinte fosche da Procopio di Cesarea, che sostiene che era molto impopolare sia tra la popolazione che dai soldati e che non si dimostrò per niente all'altezza del compito affidatogli, facendo precipitare verso la rovina l'Africa bizantina, devastata dai Mauri.
Quando molti fuggitivi africani raggiunsero Costantinopoli, lamentandosi per l'incapacità di Sergio nell'affrontare i Mauri, spingendoli a lasciare l'Africa, Giustiniano decise di accontentarli in parte, inviando Areobindo in Africa per condividere il comando delle armate con Sergio. Con Areobindo giunse in Africa tal Atanasio nominato per l'occasione prefetto del pretorio d'Africa, succedendo proprio a Sergio, che continuava a mantenere la carica di magister militum in coabitazione con Areobindo. Giustiniano ordinò a Sergio di occuparsi della lotta contro i Mauri nella Numidia, mentre Areobindo si sarebbe occupato della Byzacena. La divisione del comando militare, tuttavia, non risolse il problema ma finì per aggravarlo, e Giustiniano, resosene conto, richiamò Sergio, conferendo a Areobindo l'intero comando degli eserciti (545).
Sergio fu poi inviato in Italia con rinforzi a Belisario nel 547, ma Procopio non riporta nient'altro sulla sua partecipazione alla guerra gotica. Nel 559 Sergio fu derubato e fatto prigioniero dagli Unni Cutriguri di Zabergan, venendo poi riscattato.